# Haworthia bolusii
Haworthia bolusii és una espècie del gènere Haworthia de la subfamília de les asfodelòidies.

## Descripció
Haworthia bolusii creix sense tija i brota lentament. Les fulles són lanceolades, allargades i corbades cap a l'interior, que formen una roseta de 4 a 8 cm de diàmetre. La fulla translúcida és de color verd blavós. A la vora de la fulla i la quilla de la fulla hi ha espines amb una llargada de més de 2 mm.
La inflorescència pot arribar a fer fins a 30 cm de llargada. Les flors amples són planes a la base del tub de la flor.

## Distribució
Haworthia bolusii està estesa a la província de sud-africana del Cap Oriental.

## Taxonomia
Haworthia bolusii va ser descrita per Baker i publicat a Journal of the Linnean Society. Botany. 18: 215, a l'any 1880.
Etimologia
Haworthia: nom en honor del botànic britànic Adrian Hardy Haworth (1767-1833).
bolusii: epítet en honor del botànic, artista botànic, empresari, banquer i filantrop sud-africà Harry Bolus (1834-1911).
Varietats acceptades
- Haworthia bolusii var. bolusii (varietat tipus)
- Haworthia bolusii var. blackbeardiana (Poelln.) M.B.Bayer
- Haworthia bolusii var. pringlei (C.L.Scott) M.B.Bayer[5]

Sinonímia
- Catevala bolusii (Baker) Kuntze
- Haworthia arachnoidea var. bolusii (Baker) Haldar[6]